# 管城回族区
管城回族区（かんじょう-かいぞく-く）は中華人民共和国河南省鄭州市に位置する市轄区。

## 行政区画
- 街道:北下街街道、西大街街道、南関街道、城東路街道、東大街街道、二里崗街道、隴海路街道、紫荊山南路街道、航海東路街道、十八里河街道
- 郷:南曹郷、圃田郷